# Oscar Uddenäs
Fredrik Oscar Olle Uddenäs (* 17. August 2002 in Lomma) ist ein schwedischer Fußballspieler. Als Spieler von BK Häcken gewann er den schwedischen Meistertitel.

## Sportlicher Werdegang
Uddenäs begann mit dem Fußballspielen bei GIF Nike, bereits im Alter von sieben Jahren wechselte er zum Malmö FF in die Jugendakademie. Dort durchlief er die einzelnen Nachwuchsmannschaften und rückte in den Fokus des Svenska Fotbollförbundet, für dessen U-17-Auswahlmannschaft er 2018 debütierte. Mit der Nationalmannschaft qualifizierte er sich für die U-17-Europameisterschaftsendrunde 2019. Zwar blieb sie dort bei drei Niederlagen chancenlos, Uddenäs hatte jedoch im Ausland Interesse geweckt und wechselte wenige Wochen nach Turnierende zu SPAL Ferrara nach Italien. Hier spielte er im Nachwuchsbereich bis im März 2020 aufgrund der globalen COVID-19-Pandemie der Spielbetrieb eingestellt wurde.
Kurz vor Ende der Wechselperiode kehrte Uddenäs Anfang September 2020 nach Schweden zurück, um wieder Fußball spielen zu können, und unterzeichnete beim Drittligisten IFK Värnamo einen Vertrag mit anderthalb Jahren Laufzeit. Nach seinem Debüt Anfang Oktober trug er in fünf Saisonspielen zum Aufstieg des Klubs in die zweitklassige Superettan bei. Beim Liganeuling war er in der Zweitliga-Spielzeit 2021 mit sechs Toren und fünf Torvorlagen in 22 Saisonspielen an einem Viertel der insgesamt 44 Saisontore beteiligt. Während der Klub als Zweitligameister den Durchmarsch in die Allsvenskan schaffte, hatte er nicht zuletzt aufgrund seines auslaufenden Vertrags Interesse bei anderen Erstligisten geweckt. 
Im Dezember 2021 unterzeichnete Uddenäs einen Vier-Jahres-Kontrakt beim Göteborger Klub BK Häcken. Bei seinem Erstligadebüt am 2. April 2022 erzielte er einen Treffer, zudem bereitete er beim 4:2-Erfolg über AIK als vor einem Strafstoß gefoulter Spieler eines von drei Toren von Alexander Jeremejeff vor. Im Saisonverlauf bestritt er 28 Saisonspiele, in denen er sieben Tore erzielte, und trug damit zum erstmaligen Gewinn des Lennart-Johansson-Pokals als Landesmeister in der Vereinsgeschichte des Göteborger Klubs bei. Im Sommer 2023 wechselte er zu Excelsior Rotterdam. Von dort wurde er 2024 an AIK Solna verliehen.